# 1157 Arabia
1157 Arabia är en asteroid i huvudbältet som upptäcktes den 31 augusti 1929 av den tyske astronomen Karl Wilhelm Reinmuth. Asteroidens preliminära beteckning var 1929 QC. Den fick senare namn efter Arabiska halvön.
Arabias senaste periheliepassage skedde den 2 april 2020. Asteroidens rotationstid har beräknats till 15,23 timmar.